# Colômbia nos Jogos Olímpicos de Verão de 2000
A Colômbia participou dos Jogos Olímpicos de Verão de 2000 em Sydney, Austrália. A Colômbia ganhou sua primeira medalha de ouro da história nesses Jogos Olímpicos.
A medalha de ouro foi conquistada pela halterofilista María Isabel Urrutia na prova até 75 kg.